# キャンプ場

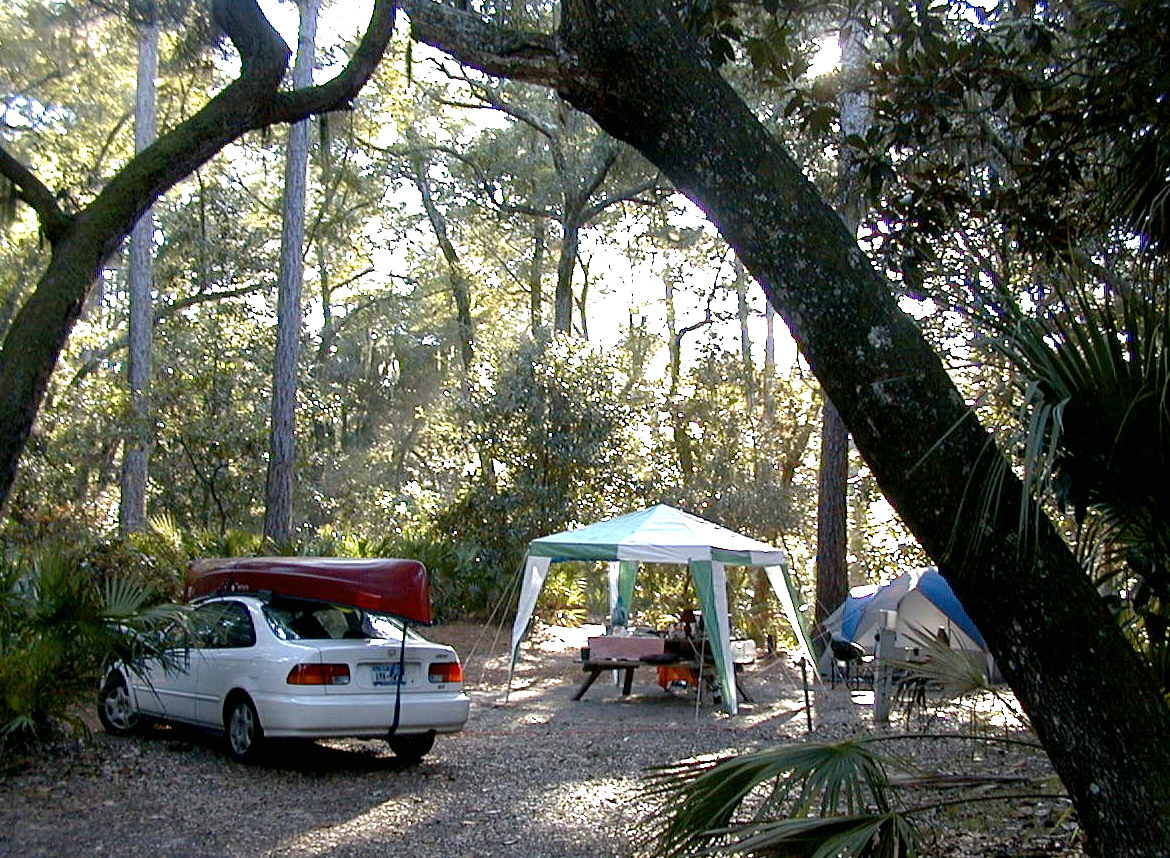
サウスカロライナ州のハンティングアイランド・ステート・パークのキャンプ場

キャンプ場（英語: campsite, campground）とは、キャンプをする場所。野外で一晩を過ごすための場所。野営場。
場所によって有料、無料の場合があるが、一般的には個人や家族、団体、軍隊などがキャンプが出来るようテントを張ったり、キャンピングカーを駐車し野営できるように決められた場所を指す。
大まかには、
- 登山、ハイキングやトレッキングの際に、キャンプができるようなスペースが自然にできているような場所のこと
- キャンプをしやすいように整備された場所のこと

ここでは主に後者について述べる。

## 一般的なキャンプ場

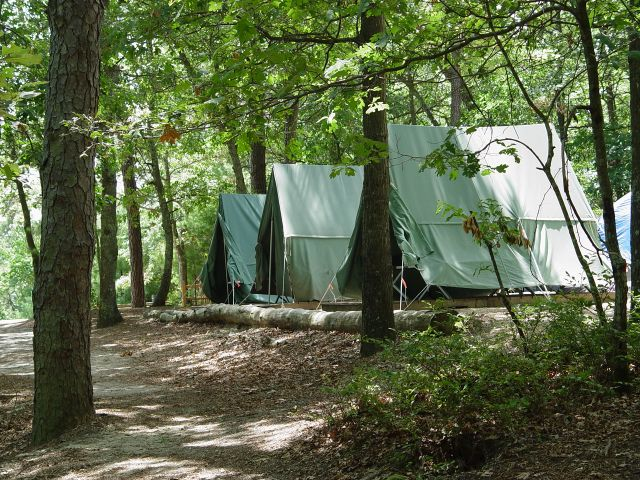
ボーイスカウトキャンプ場の木製のテント台に設置された半永久的テント

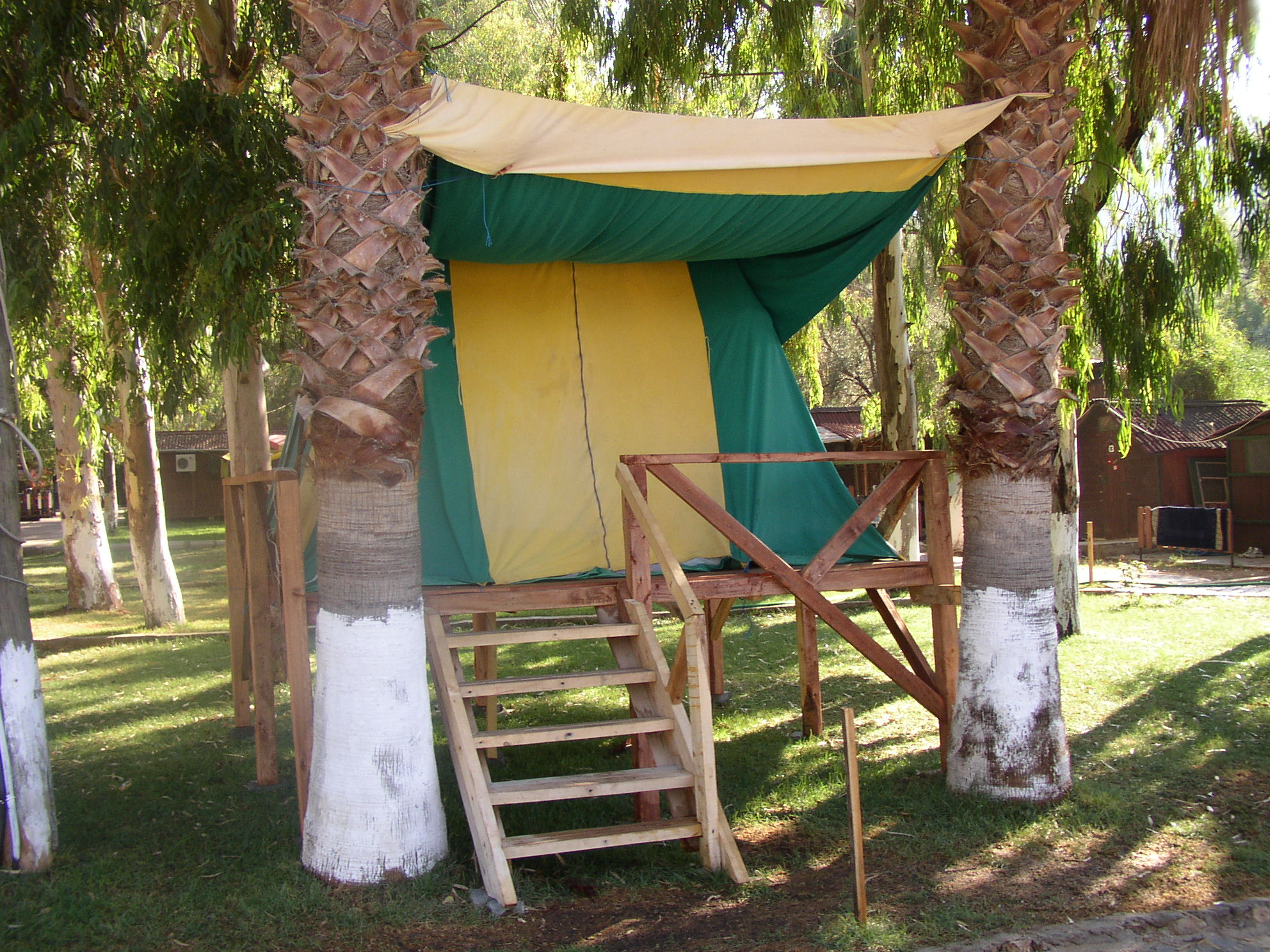
トルコ・フェトヒイェの海岸のキャンプ場

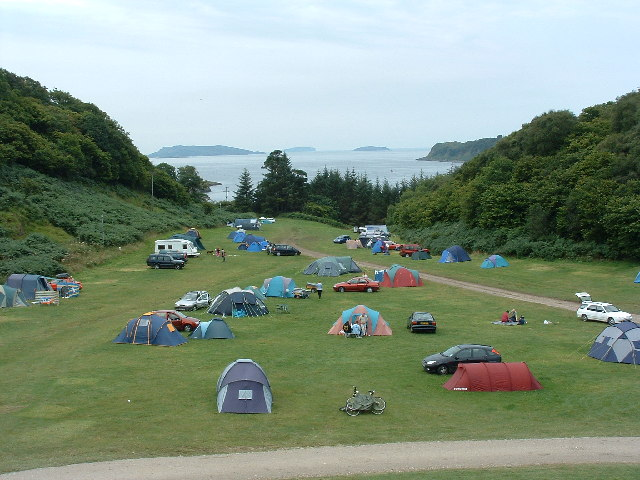
比較的設備の少ないキャンプ場

ラテン語の「キャンプ」という単語は「campus（キャンパス、野原）」が語源であり、キャンプという概念はキャンプを行う人々がテントを張ったり、キャンピングカーを駐車できるようにして、キャンプをする場所である。特にキャンプが出来るよう指定された土地や、整備された土地のこと。有料のキャンプ場も多い。キャンプ場には様々な設備が用意された所もあるが、設備はなく単にテントの設営のみを許可された場所もある。
整備されたキャンプ場では通常、下記の幾つかの施設が整備されている。
- 野外炉（バーベキュー炉）：岩やコンクリート、金属などで出来ており、地面に直火で使用する必要がなく自然への影響を軽減できる
- 近くまで自動車が乗り入れ出来る小道
- 駐車場
- ピクニックテーブル
- テントサイトを区切る境界線
- 予約制度などを運営する事務所・事務局
- キャンピングカーなどのための上水道、下水道、電気接続の設備
- 飲料水施設

場合によっては、さらに下記のような施設が整備されていることもある。
- 離れのトイレ
- 水洗トイレやシャワー
- 洗い場、鏡
- 簡単な売店
- 薪の販売、提供
- ゴミ集積場

国や地域によっては、指定されたキャンプ場以外での野営、野宿が禁止されている場合がある。

## オートキャンプ場
日本では「オートキャンプ場」とあえて謳っていないところは、テント脇までの自動車の乗り入れはできないことが一般的である。通常はテントを張る場所から離れた場外に駐車場が設置されている。そのため「オートキャンプ場」では、自動車をテントサイト（テントのすぐ脇）まで乗り入れられることがメリットである。自動車からテントを張る場所まで荷物を運搬するという大きな手間がほぼ省ける。

## RVパーク、キャラバン・パーク

キャンピングカー用の施設を示す標識

北アメリカではキャンピングカー用の施設（「RVパーク」とも呼ばれる）が併設されているキャンプ場も多い。イギリスでは同様の施設を「キャラバン・パーク（Caravan Park）」と呼ぶ。